# Bojana-Wasserfall
Der Bojana-Wasserfall (bulgarisch Боянски водопад/Bojanski wodopad) ist mit seiner Fallhöhe von 25 Meter der höchste Wasserfall im Witoschagebirge.

## Allgemeines

### Lage
Der Bojana-Wasserfall wird von dem Wasser des Flusses Bojanska gebildet, in etwa 1285 m an dem Nordhang des Witoschagebirges. Seine Nähe zur bulgarischen Hauptstadt Sofia macht ihn zu einem beliebten Naherholungsziel, er kann zu Fuß vom naheliegenden Stadtviertel Bojana in etwa einer Stunde erreicht werden. Alternativ kann man ihn auch vom Fernsehturm Kopitoto erreichen, dort endet eine gepflasterte Straße.

### Klettergebiet
Im Winter ist der Bojana-Wasserfall oft zugefroren, das macht ihn zu einem beliebten Objekt zum Eisklettern. Die Form des Eises hängt von der Wassermenge ab und ist in verschiedenen Jahren unterschiedlich, normalerweise beträgt die Kletterhöhe etwa 15 bis 18 Meter, in anderen Jahren bis zu 20 Meter. An der Felswand rechts vom Wasserfall führen zahlreiche Kletterrouten für Sportklettern mit einem Schwierigkeitsgrad bis Kategorie VIII+ auf der UIAA-Skala. In diesem Teil der Wand wird oft auch Dry-Tooling praktiziert.

## Galerie

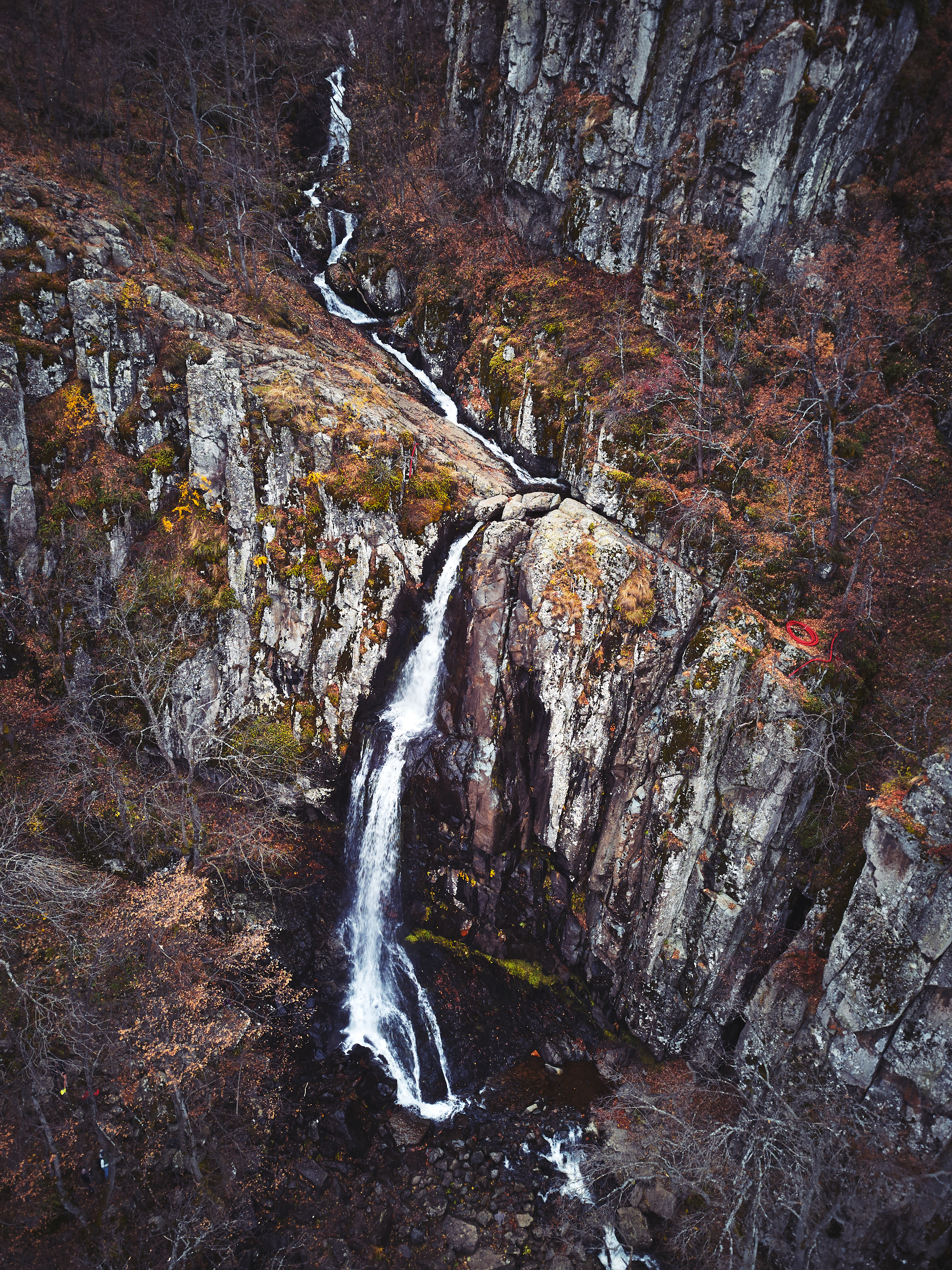
Der Bojana-Wasserfall aus der Vogelperspektive
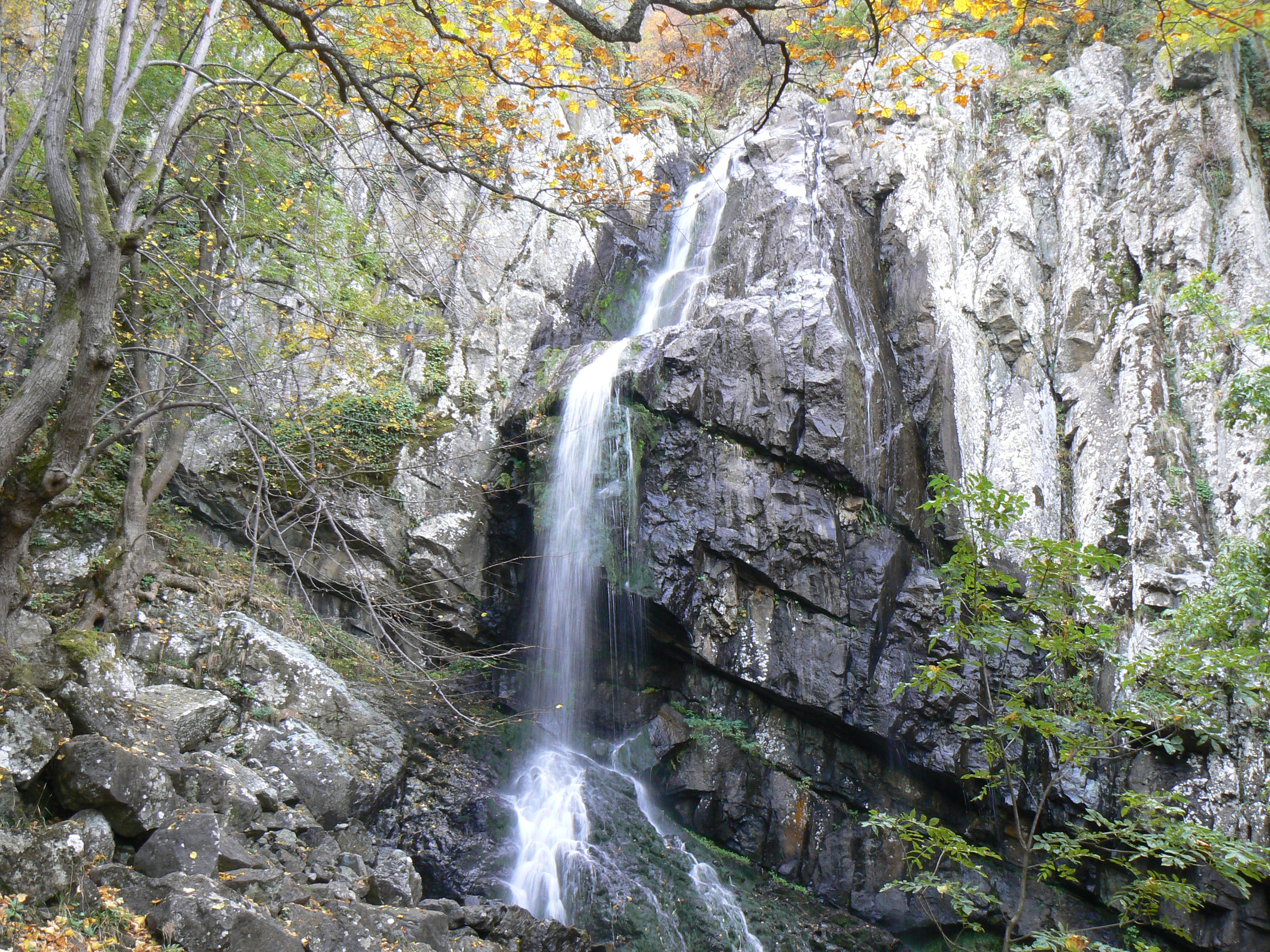
Der Wasserfall im Herbst
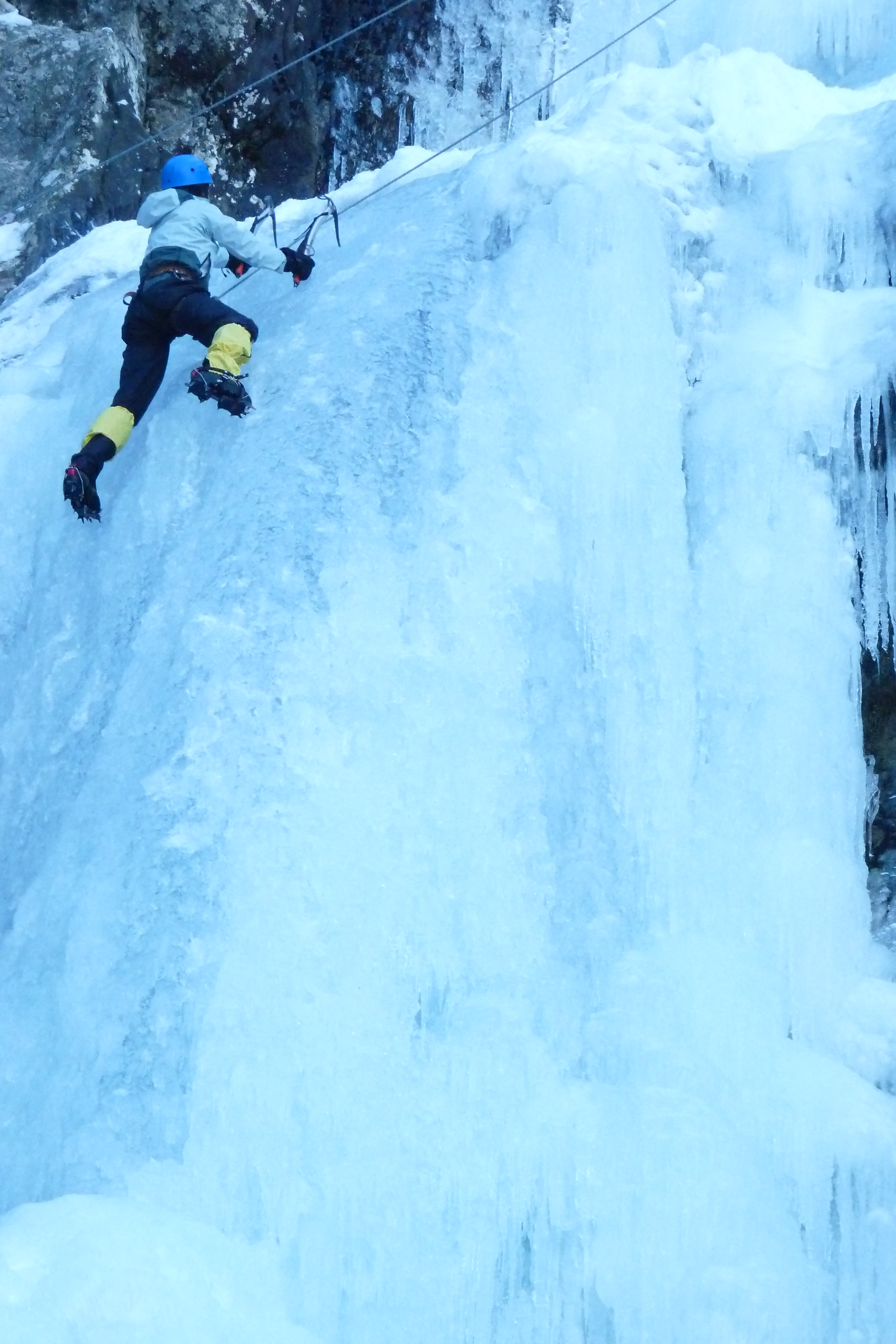
Der Wasserfall im Winter